# Kjell Samuelsson
Pour les articles homonymes, voir Samuelsson.
Kjell Samuelsson (né le 18 octobre 1958 à Tingsryd en Suède) est un joueur et entraîneur de hockey sur glace.

## Carrière de joueur
Samuelsson commence sa carrière avec le club de sa ville natale, le Tingsryds AIF, en Division 1, la deuxième division suédoise. En 1983, il signe avec Leksand, de l'Elitserien, où il reste deux saisons.
Sa carrière en Amérique du Nord débute lorsqu'il est choisi par les Rangers de New York de la Ligue nationale de hockey en tant que 119e choix du repêchage d'entrée dans la LNH 1984.
Il joue une saison dans la LAH en 1985-1986 mais participe à la fin de la saison des Rangers ainsi qu'aux séries éliminatoires.
Au cours de la saison 1991-1992, il rejoint la défense des Penguins de Pittsburgh alors qu'il évoluait avec les Flyers de Philadelphie et gagne la Coupe Stanley.
Il retourne jouer pour la franchise de Philadelphie pour la saison 1995-1996 et met un terme à sa carrière de joueur en 1999 après une quarantaine de matchs avec le Lightning de Tampa Bay et quelques-uns dans le championnat d’Autriche.
Au niveau international, il a remporté avec l'équipe de Suède le championnat du monde de 1991 et a participé à la Coupe Canada 1991.

### Carrière d'entraîneur
Samuelsson commence sa carrière d'entraîneur en 1999-2000 dans l'ECHL puis vient en tant qu'entraîneur adjoint dans la LAH pour l'équipe réserve des Flyers.
Il est nommé entraîneur des Phantoms le 23 octobre afin de remplacer Craig Berube nommé assistant entraîneur de John Stevens des Flyers (remplaçant de Ken Hitchcock).

## Statistiques
Pour les significations des abréviations, voir Statistiques du hockey sur glace.
| Saison            | Équipe                  | Ligue             |     | Saison régulière | Saison régulière | Saison régulière | Saison régulière | Saison régulière |   | Séries éliminatoires | Séries éliminatoires | Séries éliminatoires | Séries éliminatoires | Séries éliminatoires |
| Saison            | Équipe                  | Ligue             | PJ  | B                | A                | Pts              | Pun              | PJ               | B | A                    | Pts                  | Pun                  |                      |                      |
| 1976-1977         | Tingsryds AIF           | Division 1        | 22  | 1                | 2                | 3                |                  | 3                | 0 | 0                    | 0                    | 0                    |                      |                      |
| 1977-1978         | Tingsryds AIF           | Division 1        | 20  | 3                | 0                | 3                | 41               | 4                | 1 | 0                    | 1                    | 4                    |                      |                      |
| 1978-1979         | Tingsryds AIF           | Division 1        | 24  | 3                | 4                | 7                | 67               | -                | - | -                    | -                    | -                    |                      |                      |
| 1979-1980         | Tingsryds AIF           | Division 1        | 26  | 5                | 4                | 9                | 45               | -                | - | -                    | -                    | -                    |                      |                      |
| 1980-1981         | Tingsryds AIF           | Division 1        | 35  | 6                | 7                | 13               | 61               | 2                | 0 | 1                    | 1                    | 14                   |                      |                      |
| 1981-1982         | Tingsryds AIF           | Division 1        | 33  | 11               | 14               | 25               | 68               | 3                | 0 | 2                    | 2                    | 2                    |                      |                      |
| 1982-1983         | Tingsryds AIF           | Division 1        | 32  | 11               | 6                | 17               | 57               | -                | - | -                    | -                    | -                    |                      |                      |
| 1983-1984         | Leksands IF             | Elitserien        | 36  | 6                | 6                | 12               | 59               | -                | - | -                    | -                    | -                    |                      |                      |
| 1984-1985         | Leksands IF             | Elitserien        | 35  | 9                | 5                | 14               | 34               | -                | - | -                    | -                    | -                    |                      |                      |
| 1985-1986         | Nighthawks de New Haven | LAH               | 56  | 6                | 21               | 27               | 87               | 3                | 0 | 0                    | 0                    | 10                   |                      |                      |
| 1985-1986         | Rangers de New York     | LNH               | 9   | 0                | 0                | 0                | 10               | 9                | 0 | 1                    | 1                    | 8                    |                      |                      |
| 1986-1987         | Rangers de New York     | LNH               | 30  | 2                | 6                | 8                | 50               | -                | - | -                    | -                    | -                    |                      |                      |
| 1986-1987         | Flyers de Philadelphie  | LNH               | 46  | 1                | 6                | 7                | 86               | 26               | 0 | 4                    | 4                    | 25                   |                      |                      |
| 1987-1988         | Flyers de Philadelphie  | LNH               | 74  | 6                | 24               | 30               | 184              | 7                | 2 | 5                    | 7                    | 23                   |                      |                      |
| 1988-1989         | Flyers de Philadelphie  | LNH               | 69  | 3                | 14               | 17               | 140              | 19               | 1 | 3                    | 4                    | 24                   |                      |                      |
| 1989-1990         | Flyers de Philadelphie  | LNH               | 66  | 5                | 17               | 22               | 91               | -                | - | -                    | -                    | -                    |                      |                      |
| 1990-1991         | Flyers de Philadelphie  | LNH               | 78  | 9                | 19               | 28               | 82               | -                | - | -                    | -                    | -                    |                      |                      |
| 1991-1992         | Flyers de Philadelphie  | LNH               | 54  | 4                | 9                | 13               | 76               | -                | - | -                    | -                    | -                    |                      |                      |
| 1991-1992         | Penguins de Pittsburgh  | LNH               | 20  | 1                | 2                | 3                | 34               | 15               | 0 | 3                    | 3                    | 12                   |                      |                      |
| 1992-1993         | Penguins de Pittsburgh  | LNH               | 63  | 3                | 6                | 9                | 106              | 12               | 0 | 3                    | 3                    | 2                    |                      |                      |
| 1993-1994         | Penguins de Pittsburgh  | LNH               | 59  | 5                | 8                | 13               | 118              | 6                | 0 | 0                    | 0                    | 26                   |                      |                      |
| 1994-1995         | Penguins de Pittsburgh  | LNH               | 41  | 1                | 6                | 7                | 54               | 11               | 0 | 1                    | 1                    | 32                   |                      |                      |
| 1995-1996         | Flyers de Philadelphie  | LNH               | 75  | 3                | 11               | 14               | 81               | 12               | 1 | 0                    | 1                    | 24                   |                      |                      |
| 1996-1997         | Flyers de Philadelphie  | LNH               | 34  | 4                | 3                | 7                | 47               | 5                | 0 | 0                    | 0                    | 2                    |                      |                      |
| 1997-1998         | Flyers de Philadelphie  | LNH               | 49  | 0                | 3                | 3                | 28               | 1                | 0 | 0                    | 0                    | 0                    |                      |                      |
| 1998-1999         | Lightning de Tampa Bay  | LNH               | 46  | 1                | 4                | 5                | 38               | -                | - | -                    | -                    | -                    |                      |                      |
| 1998-1999         | VEU Feldkirch           | Autriche          | 6   | 1                | 1                | 2                | 4                | -                | - | -                    | -                    | -                    |                      |                      |
| Totaux LNH        | Totaux LNH              | Totaux LNH        | 813 | 48               | 138              | 186              | 1 225            | 123              | 4 | 20                   | 24                   | 178                  |                      |                      |
| Totaux Division 1 | Totaux Division 1       | Totaux Division 1 | 192 | 40               | 37               | 77               | 339              | 12               | 1 | 3                    | 4                    | 20                   |                      |                      |
| Totaux Elitserien | Totaux Elitserien       | Totaux Elitserien | 71  | 15               | 11               | 26               | 93               | -                | - | -                    | -                    | -                    |                      |                      |

| Année | Équipe | Compétition          |    | PJ | B | A | Pts | Pun           |  | Résultat |
| 1991  | Suède  | Coupe Canada         | 6  | 1  | 0 | 1 | 16  | Demi-finale   |  |          |
| 1991  | Suède  | Championnat du monde | 10 | 2  | 2 | 4 | 12  | Médaille d'or |  |          |